# London Symphony Orchestra
London Symphony Orchestra je orchestr, který sídlí v Londýně. Vznikl v roce 1904 poté, co několik hudebníků odešlo z orchestru Queen's Hall Orchestra Henryho Wooda. Původním šéfdirigentem orchestru byl Hans Richter a později se na této pozici vystřídala řada dalších dirigentů, mezi něž patří například Simon Rattle, André Previn, Pierre Monteux a Claudio Abbado. V některých obdobích neměl orchestr stálého šéfdirigenta a pracoval pouze s hostujícími dirigenty. Počínaje rokem 1982 je domovským sálem orchestru hala v kulturním centru Barbican Centre. Již od desátých let orchestr pořizoval nahrávky hudby. Orchestr také hrál na nahrávkách filmové hudby, a to například ke snímkům Čtyři péra (1939), Miláčku, zmenšil jsem děti (1989), Schindlerův seznam (1993) a Kód Enigmy (2014).